# Pyromys
Pyromys es un subgénero de Mus, un género de roedores miomorfos de la familia Muridae.

## Distribución
Las especies que lo conforman habitan en el subcontinente indio (incluyendo Sri Lanka) y el Sudeste Asiático

## Filogenia
Análisis filogenéticos moleculares realizados en 2005 indican que Pyromys es un subgénero hermano de Mus. En 2015, análisis similares fueron realizados los que confirmaron las relaciones entre los subgéneros Pyromys y Mus. El siguiente cladograma está basado en Chevret, Veyrunes y Britton-Davidian (2005):
|  | \| \| Mus \| \| \| \| \| \| Pyromys \| \| \| \| |
|  |                                                 |
|  | Coelomys                                        |
|  |                                                 |
|  | Mus                                             |
|  |                                                 |
|  | Pyromys                                         |
|  |                                                 |

|  | Mus     |
|  |         |
|  | Pyromys |
|  |         |

|  | \| \| Mus \| \| \| \| \| \| Pyromys \| \| \| \| |
|  |                                                 |
|  | Coelomys                                        |
|  |                                                 |
|  | Mus                                             |
|  |                                                 |
|  | Pyromys                                         |
|  |                                                 |

|  | Mus     |
|  |         |
|  | Pyromys |
|  |         |

|  | \| \| Mus \| \| \| \| \| \| Pyromys \| \| \| \| |
|  |                                                 |
|  | Coelomys                                        |
|  |                                                 |
|  | Mus                                             |
|  |                                                 |
|  | Pyromys                                         |
|  |                                                 |

|  | Mus     |
|  |         |
|  | Pyromys |
|  |         |

|  | \| \| Mus \| \| \| \| \| \| Pyromys \| \| \| \| |
|  |                                                 |
|  | Coelomys                                        |
|  |                                                 |
|  | Mus                                             |
|  |                                                 |
|  | Pyromys                                         |
|  |                                                 |

|  | Mus     |
|  |         |
|  | Pyromys |
|  |         |

|  | \| \| Mus \| \| \| \| \| \| Pyromys \| \| \| \| |
|  |                                                 |
|  | Coelomys                                        |
|  |                                                 |
|  | Mus                                             |
|  |                                                 |
|  | Pyromys                                         |
|  |                                                 |

|  | Mus     |
|  |         |
|  | Pyromys |
|  |         |

|  | \| \| Mus \| \| \| \| \| \| Pyromys \| \| \| \| |
|  |                                                 |
|  | Coelomys                                        |
|  |                                                 |
|  | Mus                                             |
|  |                                                 |
|  | Pyromys                                         |
|  |                                                 |

|  | Mus     |
|  |         |
|  | Pyromys |
|  |         |

|  | \| \| Mus \| \| \| \| \| \| Pyromys \| \| \| \| |
|  |                                                 |
|  | Coelomys                                        |
|  |                                                 |
|  | Mus                                             |
|  |                                                 |
|  | Pyromys                                         |
|  |                                                 |

|  | Mus     |
|  |         |
|  | Pyromys |
|  |         |

|  | \| \| Mus \| \| \| \| \| \| Pyromys \| \| \| \| |
|  |                                                 |
|  | Coelomys                                        |
|  |                                                 |
|  | Mus                                             |
|  |                                                 |
|  | Pyromys                                         |
|  |                                                 |

|  | Mus     |
|  |         |
|  | Pyromys |
|  |         |

## Especies
Comprende las siguientes especies:
| Especies de Pyromys | Especies de Pyromys | Especies de Pyromys             | Especies de Pyromys                                  |
| Especie             | Autoridad           | Estado de conservación          | Área de distribución                                 |
| ------------------- | ------------------- | ------------------------------- | ---------------------------------------------------- |
| Mus fernandoni      | (Phillips, 1932)    | Especie en peligro de extinción | Sri Lanka.                                           |
| Mus phillipsi       | Wroughton, 1912     | Especie bajo preocupación menor | Suroeste de India.                                   |
| Mus platythrix      | Bennett, 1832       | Especie bajo preocupación menor | India.                                               |
| Mus saxicola        | Elliot, 1839        | Especie bajo preocupación menor | India, sur de Pakistán, sur de Nepal.                |
| Mus shortridgei     | (Thomas, 1914)      | Especie bajo preocupación menor | Desde Birmania al sur de Camboya y norte de Vietnam. |
| 1. 2.               |                     |                                 |                                                      |